# Fosfà
|  | Aquest article tracta sobre el compost químic (fosfamina o fosfur d'hidrogen). Vegeu-ne altres significats a «Fosfè». |

El fosfà, abans conegut com a fosfina, fosfamina o fosfur d'hidrogen, és un compost binari de fòsfor i hidrogen la qual fórmula química és PH₃. És un gas que es condensa a –88 °C, incolor, inflamable i explosiu a temperatura ambient, que té l'olor d'all o de peix en descomposició. De manera natural es produeixen petites quantitats a partir de la descomposició de la matèria orgànica. És pràcticament insoluble en aigua. S'utilitza a les indústries dels semiconductors i dels plàstics, en la producció d'ignífugs i com a pesticida del gra emmagatzemat.

## Història

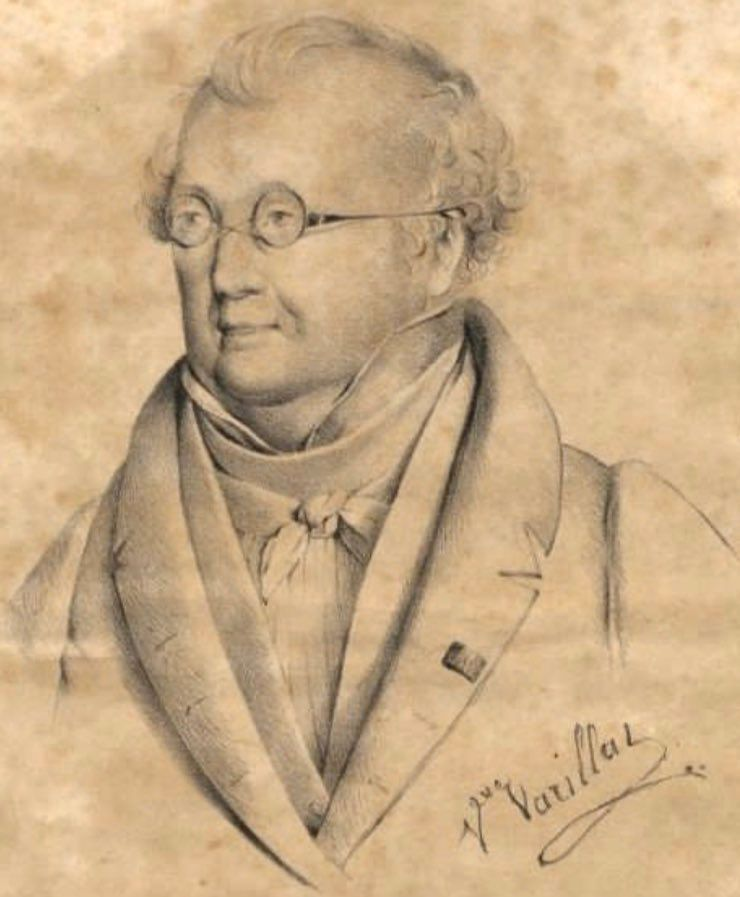
Philippe-Joachim-Joseph Gengembre (1764–1838).

El fosfà fou sintetitzat per primera vegada el 1783 pel químic francès Philippe Gengembre (1764-1838), alumne d'Antoine L. Lavoisier. Gengembre comunicà la preparació d'un gas que s'inflamava de forma espontània escalfant fòsfor amb hidròxid de potassi, segons la reacció representada per:
{\displaystyle {\ce {4P + 3KOH + 3H2O -> 3KH2PO2 + PH3}}}

## Estat natural
A la natura se'l troba només en petites quantitats pel fet que en formar-se reacciona ràpidament amb l'oxigen de l'atmosfera terrestre. El potencial redox de la majoria de sòls és prou alt per no permetre la formació de fosfà en la degradació de matèria orgànica. Però, en condicions molt especials, es poden trobar sols reductors que sí que el produeixen. Se n'ha detectat en pantans de Louisiana i Florida, en un llac a la Xina i a Hongria en una planta de tractament d'aigües residuals. En l'atmosfera s'ha detectat en els oceans Atlàntic i Pacífic i es creu que s'ha generat en impactar un llamp sobre sòls rics en fosfats. S'ha calculat que el fòsfor en forma de fosfà té un flux menor a 0,04 × 1012 g P/any. El fosfà lliure és, per tant, un component traça universal del gas emès partint de la biosfera anaeròbica. Les fonts de fosfina inclouen abocadors, processament de compost, fangs d'aigües residuals, purins d'animals i sediments fluvials.

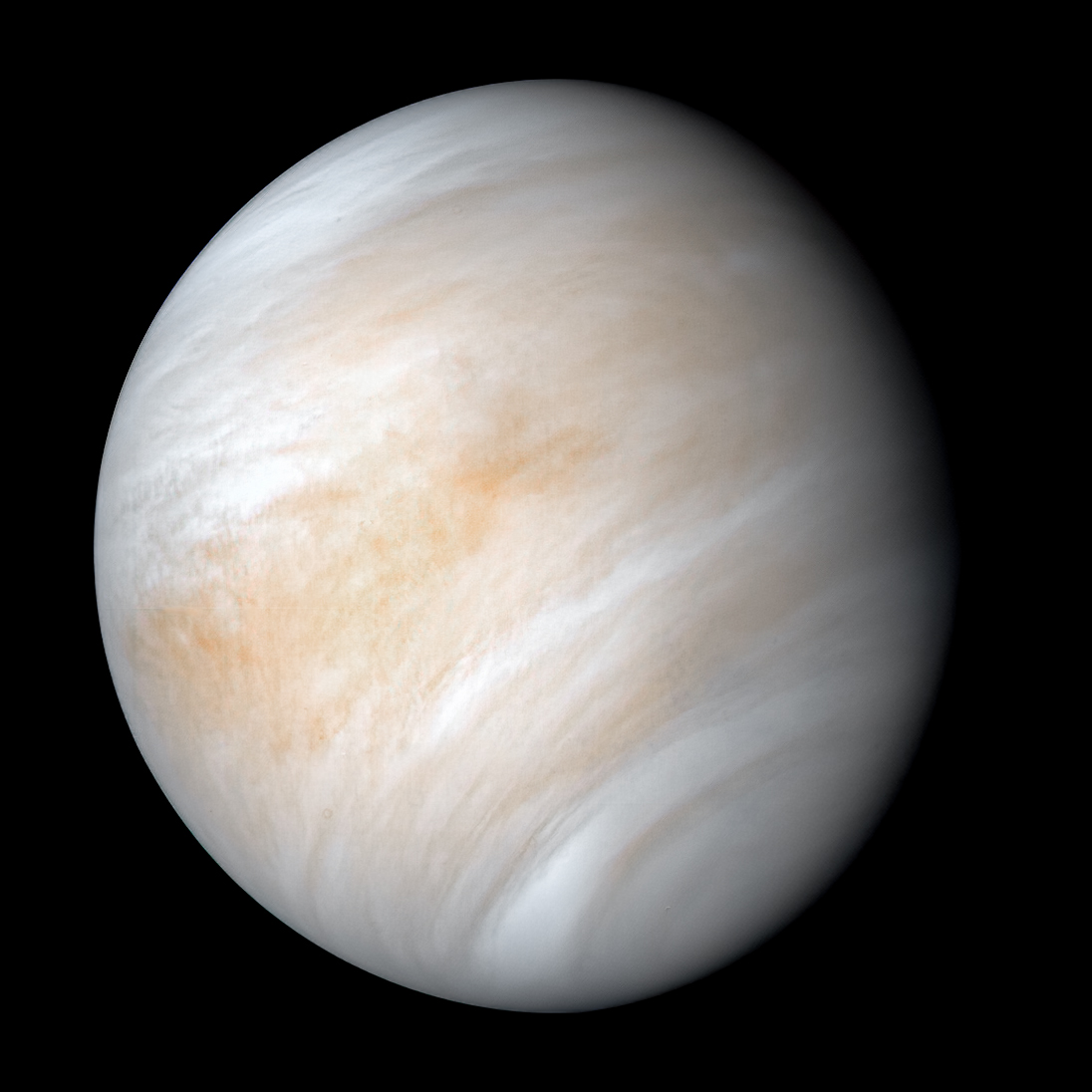
Venus presenta fosfà a la capa superior de niguls, la qual cosa podria indicar presència de microorganismes.

El fosfà ha estat identificat en les atmosferes dels planetes gegants Júpiter i Saturn. Les característiques reductores de les seves atmosferes, constituïdes majoritàriament per hidrogen i metà, permeten que les descàrregues elèctriques en forma de llamps redueixin el fòsfor a fosfà a l'interior dels planetes, per a després ascendir cap a l'exterior sense que es pugui oxidar per manca de prou aigua.
El setembre de 2020 es comunicà la detecció de fosfà lliure als niguls més alts de l'atmosfera del planeta Venus, la qual cosa pot indicar la presència de microorganismes en aquest planeta, ja que la seva generació per processos inorgànics està descartada, com també la seva acumulació a causa de les condicions oxidants de l'atmosfera de Venus. En cas de confirmar-se, seria el primer descobriment de vida extraterrestre.

## Estructura molecular

Dimensions de la molècula de fosfà
Dimensions de la molècula d'amoníac

Com que el fòsfor té propietats semblants al nitrogen per pertànyer al mateix grup de la taula periòdica (el fòsfor es troba sota el nitrogen), l'estructura molecular del fosfà és semblant a la de l'amoníac NH₃, això és piràmide de base triangular, amb els tres hidrògens formant els tres vèrtexs de la base i el fòsfor a l'altre vèrtex. Tanmateix presenta algunes diferències importants. L'angle d'enllaç {\displaystyle {\ce {H-P-H}}} és de 93,7°, inferior al del {\displaystyle {\ce {H-N-H}}} que és de 107,3º a l'amoníac. Això es pot explicar si el fòsfor empra orbitals atòmics 3p per formar enllaços amb els 1s dels hidrògens, mentre que l'orbital 3s conté els dos electrons que no formen enllaç. En canvi el nitrogen empra orbitals atòmics 2s i 2p, amb hibridació sp3. El fet que els orbitals 3s i 3p siguin més voluminosos que els 2s i 2p, explica la longitud més gran dels enllaços {\displaystyle {\ce {P-H}}} respecte als {\displaystyle {\ce {N-H}}} (142 pm enfront de 107,8 pm).
Per altra banda els enllaços del fosfà no presenten polarització perquè el fòsfor i l'hidrogen tenen pràcticament la mateixa electronegativitat (Χ(P) = 2,19 i Χ(H) = 2,20) i la molècula és quasi apolar (moment dipolar de 0,55 D). En canvi l'enllaç {\displaystyle {\ce {N-H}}} està molt polaritzat per la diferència d'electronegativitats (Χ(N) = 3,04 i Χ(H) = 2,20) i la molècula és polar. Per aquesta raó les molècules d'amoníac s'enllacen entre elles mitjançant enllaç per pont d'hidrogen, mentre que les de fosfà ho fan per forces de dispersió de London molt més febles. Això es tradueix en una diferència significativa en els punts de fusió i ebullició: fosfà –133 °C i –88 °C, respectivament, i amoníac –78 °C i –33 °C. També en la solubilitat dins aigua. L'amoníac és molt soluble i el fosfà és pràcticament insoluble.

## Propietats

### Propietats físiques
El fosfà és un gas una mica més pesant que l'aire, la seva densitat és d'1,492 g/cm³ (1,17 vegades la de l'aire). El punt d'ebullició del fosfà és de –88 °C a 1 atm i el punt de fusió –133 °C. Pur és inodor; tanmateix el que s'empra comercialment fa una forta pudor d'all o de peix podrit, a causa de la presència de tetrahidrur de difòsfor {\displaystyle {\ce {P2H4}}}. És insoluble en aigua, soluble en etanol i dietilèter.
En estat sòlid presenta quatre formes cristal·lines. La forma δ és la primera que s'obté en refredar el líquid a –133,75 °C. Si se segueix refredant a –185 °C s'obté la forma β, a –233,67 °C la forma α i, finalment, a –242,81 °C la forma γ. A –170 °C l'estructura és cúbica centrada en les cares, amb una aresta de 63,1 pm.

### Propietats químiques
Quan el fosfà s'escalfa fins a 717 K es descompon en els seus elements. En absència d'aire a 45 °C:
{\displaystyle {\ce {4PH3 -> P4 + 6H2}}}
La reacció amb l'oxigen és molt violenta i produeix pentaòxid de difòsfor {\displaystyle {\ce {P2O5}}} o el seu dímer, {\displaystyle {\ce {P4O10}}}. La concentració més baixa que produeix una explosió és d'1,79 % en volum dins d'aire.
{\displaystyle {\ce {4PH3 + 8O2 -> P4O10 + 6H2O}}}
La parella d'electrons que no formen enllaç dona a la molècula de fosfà les característiques d'una base de Lewis. Malgrat que el fosfà sigui una base feble (Kb = 10–25) reacciona amb àcids molt forts, com ara el iodur d'hidrogen, o amb l'àcid nítric produint en aquest cas pentaòxid de difòsfor, diòxid de nitrogen i aigua: Les reaccions són:
{\displaystyle {\ce {PH3 + HI -> PH4I}}}{\displaystyle {\ce {2 PH3 + 6 HNO3 -> P2O5 + 6 NO2 + 11 H2O}}}
Amb clor reacciona per donar triclorur de fòsfor i clorur d'hidrogen:
{\displaystyle {\ce {PH3 + 3Cl2 -> PCl3 + 3HCl}}}
En contacte amb aigua el fosfà es descompon lentament donant hidrogen, fòsfor i un sòlid de composició aproximada {\displaystyle {\ce {P2H}}}. També hom pot trobar-hi l'hidrat {\displaystyle {\ce {PH3.5,9 H2O}}}.

## Obtenció
El fosfà es pot obtenir mitjançant diverses reaccions. Les més emprades al laboratori són:
Per hidròlisi d'un fosfur de metall, com ara el fosfur d'alumini {\displaystyle {\ce {AlP}}} o el fosfur de calci {\displaystyle {\ce {Ca3P2}}}. La reacció és:
{\displaystyle {\ce {2AlP + 3H2O -> Al2O3 + 2PH3}}}
Mitjançant la piròlisi d'àcid de fòsfor, com l'àcid fosforós {\displaystyle {\ce {H3PO3}}} a 205-210 °C. Per reacció d'una dissolució d'hidròxid de potassi amb {\displaystyle {\ce {PH4I}}}. Aquest és el mètode que produeix el fosfà més pur. La reacció que té lloc és:
{\displaystyle {\ce {PH4I + KOH -> KI + H2O + PH3}}}
A la indústria s'empra la reacció d'hidròlisi del fòsfor blanc amb una dissolució d'hidròxid de sodi, en una atmosfera inert de diòxid de carboni. El fosfà obtingut mitjançant aquest mètode és molt inflamable perquè també s'obté hidrogen {\displaystyle {\ce {H2}}} i difosfà {\displaystyle {\ce {P2H4}}}, que s'han d'eliminar. La reacció principal és:
{\displaystyle {\ce {P4 + 3NaOH + 3H2O -> PH3 + 3NaH2PO2}}}
A la indústria també s'obté per reducció electrolítica del fòsfor blanc. Una altra reacció que produeix fosfà és la reacció directa d'hidrogen amb fòsfor. La reacció s'afavoreix a altes pressions i baixes temperatures.
{\displaystyle {\ce {P4 + 6H2 -> 4PH3}}}

## Aplicacions

### Biosignatura

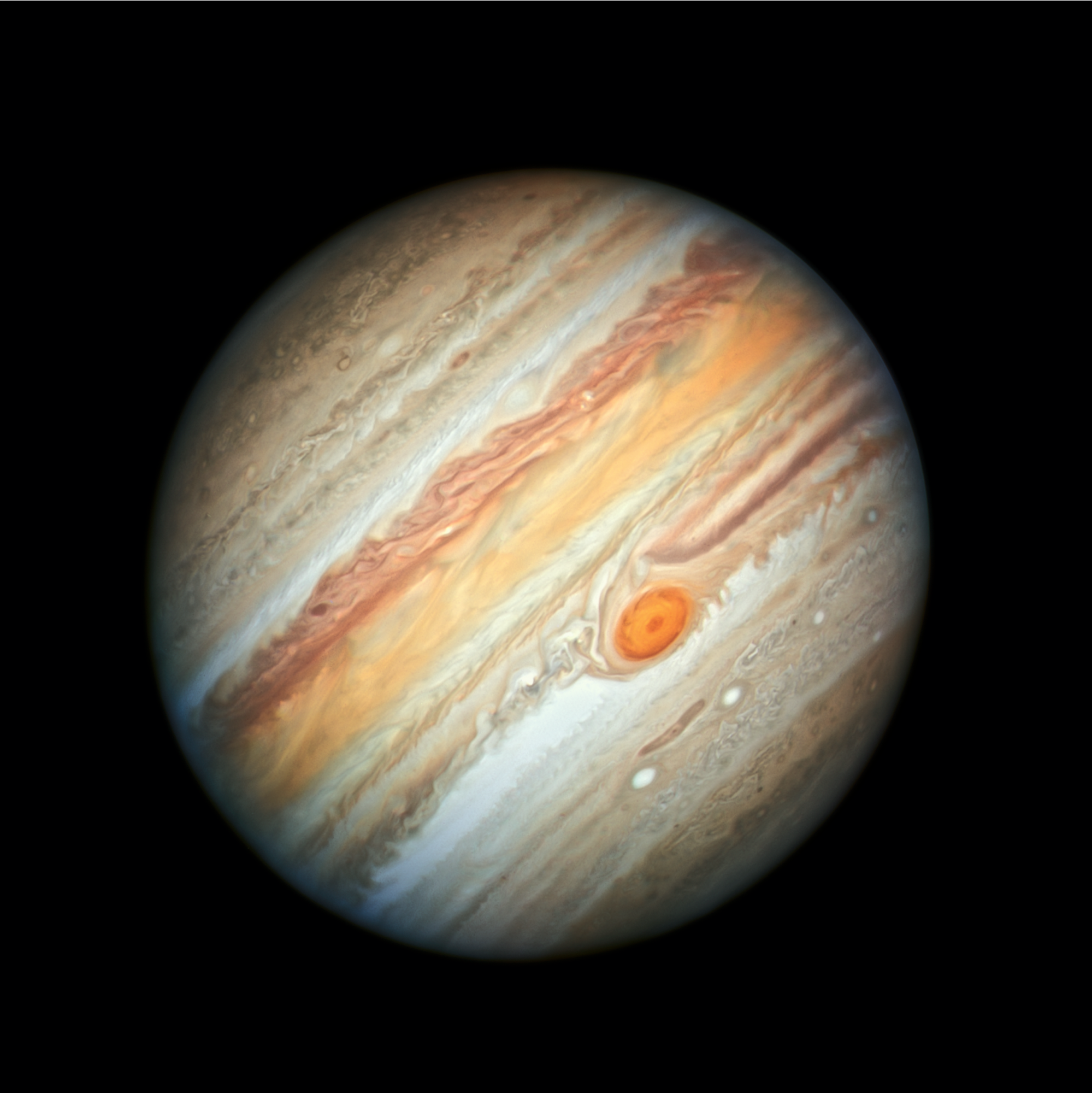
Júpiter fotografiat pel telescopi espacial Hubble el 2019

Si es detecta, el fosfà és una molècula biosignatura, ja que no se sap de falsos positius abiòtics en planetes terrestres de qualsevol font que pogués generar els fluxos elevats necessaris per a la detecció. També té tres fortes bandes d'absorció en la zona de l'infraroig (2,7–3,6 μm, 4,0–4,8 μm i 7,8–11 μm) que en qualsevol escenari atmosfèric farà que una de les tres sigui única en comparació amb altres molècules espectroscòpiques dominants (metà, monòxid de carboni, diòxid de carboni, aigua, amoníac o sulfur d'hidrogen). Per contra té una alta reactivitat química amb radicals OH, O, H i amb la llum ultraviolada, que fa que sigui necessària una elevada taxa de generació per ser detectable. A l'atmosfera terrestre el fosfà és un gas que hi és present en molt petites quantitats. És possible, no obstant això, que les biosferes d'altres planetes puguin acumular-ne significativament, la qual cosa fa que sigui detectable. En particular, les biosferes anòxiques (amb poc o gens d'oxigen) on no hi hauria vida depenent de l'oxigen, podria produir fosfà en quantitats significativament superiors que a la Terra.

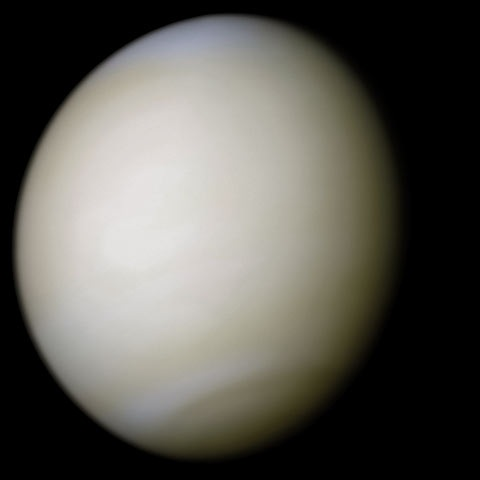
Venus fotografiat per la sonda Mariner

Les observacions astronòmiques han detectat espectroscòpicament fosfà en atmosferes estel·lars (és a dir, estrelles de carboni), a les atmosferes dels planetes gegants Júpiter i Saturn i a l'atmosfera de Venus. En les nanes T i els planetes gegants, el fosfà es pot generar a les zones més internes de les atmosferes on fa prou calor per a la formació del fosfà (temperatures superiors a 800 K) a partir de fòsfor i hidrogen. Tant a Júpiter com a Saturn, el fosfà es troba en les capes altes en abundància (4,8 ppm i 15,9 ppm, respectivament), diversos ordres de magnitud superiors als predits teòricament. Aquesta sobreabundància de fosfà es produeix perquè les escales de temps d'equilibri químic són llargues en comparació amb el temps necessari pel transport mitjançant corrents de convecció cap a les capes superiors. També s'ha detectat fosfà lliure als niguls superiors de l'atmosfera del planeta Venus, la qual cosa pot indicar la presència de microorganismes en aquest planeta, ja que la seva generació per processos inorgànics està descartada, com també la seva acumulació a causa de les condicions oxidants de l'atmosfera de Venus.

### Altres
El fosfà s'utilitza en agricultura com a insecticida per a la fumigació de cereals, pinso i tabac emmagatzemat en fulles i com a rodenticida. El fosfà també s'utilitza com a intermediari en la síntesi de retardants de flama per a teixits de cotó, com a agent dopant per a semiconductors de tipus n, iniciador de polimerització i catalitzador de condensació.

## Toxicitat

El fosfà és extremadament tòxic. La concentració màxima permesa en l'atmosfera és de 0,3 ppm en volum durant 8 hores. Es poden permetre concentracions entre 50 i 100 ppm durant un màxim d'una hora. Una concentració de 400 ppm ja provoca intoxicació. La ruta més probable d'exposició a la fosfina és la inhalació. Els primers símptomes d'exposició aguda són el dolor al diafragma, les nàusees, els vòmits, l'excitació i una olor de fòsfor a l'alè. L'exposició a nivells més alts pot produir debilitat, bronquitis, edema pulmonar, falta d'alè, convulsions i la mort. Alguns efectes, com per exemple l'edema pulmonar, les convulsions i danys en el fetge es poden manifestar dies després de l'exposició.
L'exposició perllongada a nivells baixos de fosfamina pot produir anèmia, bronquitis, efectes gastrointestinals i problemes motors, de la vista i de la parla. El contacte de la fosfina líquida amb la pell pot produir congelació. La ingestió d'un fosfur metàl·lic pot produir l'alliberament de fosfina en l'estómac, cosa que pot causar nàusea, vòmits, dolor abdominal i diarrea. No hi ha cap informació disponible sobre els possibles efectes sobre la reproducció en humans. No s'ha demostrat que la fosfina afecti la reproducció en animals de laboratori.